# Maho Tsukai no Yome
Mahōtsukai no Yome (魔法使いの嫁), também conhecido como The Ancient Magus Bride, é uma série de mangá shonen escrita e ilustrada por Kore Yamazaki. A série é publicada no Japão pela editora Mag Garden em sua revista Monthly Comic Garden. O manga é licenciado e está sendo publicado no Brasil pela editora Devir desde novembro de 2017. Um série de OVAs prequela de três episódios foi produzida pelo Wit Studio, e uma adaptação em uma série de televisão de anime começou a ser exibida no Japão em outubro de 2017.
A primeira parte da segunda temporada do anime estreou no dia 6 de abril e terminou no dia 22 de junho. A segunda parte tem estreia prevista para o dia 5 de outubro.

## Enredo
Chise (Kisse na dublagem brasileira) Hatori tem apenas 16 anos, mas ela já perdeu muito mais do que a maioria. Parece que todas as portas estão fechadas para ela, que não tem mais família ou esperança. Mas um encontro casual fez girar novamente as rodas enferrujadas do destino. Elias Ainsworth, um mago misterioso, aparece para Chise e oferece a ela a chance de ser sua aprendiz em um mundo de fadas e dragões. Antes que Chise se acostume com essa ideia, ela descobre que seu destino é ser mais do que a aprendiz de Elias, mas sim ser sua noiva. Este mago, que parece mais com um demônio do que um humano, pode trazê-la à luz que ela procura desesperadamente ou afogá-la nas sombras cada vez mais profundas.

## Dublagem brasileira
- Estúdio de dublagem: Som de Vera Cruz[8]

## Mídias

### Mangá
Kore Yamazaki começou a publicar a série na revista Monthly Comic Blade da editora Mag Garden em novembro de 2013. A revista cessou a publicação em 1º de setembro de 2014, altura em que a série foi movida para a nova revista Monthly Comic Garden, enquanto continuava a ser publicada no website Monthly Comic Blade. No Brasil, o mangá é licenciado e será publicado pela editora Devir.
Um CD de drama foi lançado junto com a edição limitada do quinto volume do mangá que foi publicado em março de 2016.